# Usami Sadamitsu
Pour les articles homonymes, voir Usami.
Usami Sadamitsu (宇佐美定満), aussi connu sous le nom « Usami Sadayuki » (宇佐美定行, 1489-11 aout 1564) est un samouraï de la période Sengoku, au service du clan Uesugi de la province d'Echigo.
Il fait partie des « vingt-huit généraux d'Uesugi ».

## Source
- (en) Cet article est partiellement ou en totalité issu de l’article de Wikipédia en anglais intitulé « Usami Sadamitsu » (voir la liste des auteurs).